# Tambellup

s
Tambellup – miasto w Australii, w stanie Australia Zachodnia.